# Warunki standardowe
Warunki standardowe (STP, ang. standard temperature and pressure) – ściśle określona temperatura i ciśnienie otoczenia, które stanowią rodzaj punktu odniesienia dla pomiarów doświadczalnych i obliczeń fizykochemicznych. Różne organizacje ustanowiły alternatywne definicje dla warunków standardowych:
- Obecnie obowiązującą definicją Międzynarodowej Unii Chemii Czystej i Stosowanej (IUPAC) są:

ciśnienie standardowe – 105 Pa (1000 hPa, 14,504 psi, 0,987 atm),
temperatura standardowa – 273,15 K (0 °C, 32 °F),
których nie należy mylić ze stanem standardowym, w którym zazwyczaj przyjmuje się temperaturę 298,15 K (25 °C).
Przed wydaniem nowych zaleceń przez IUPAC w 1982 roku, jako warunki standardowe rozumiano ciśnienie równe 1 atm (1013,25 hPa) i temperaturę równą 273,15 K (0 °C, 32 °F).
- Narodowy Instytut Standaryzacji i Technologii (NIST) definiuje warunki standardowe (zwane normalną temperaturą i ciśnieniem lub skrótowcem NTP) jako temperaturę 20 °C (293,15 K, 68 °F) i ciśnienie 101,325 kPa (14,696 psi, 1 atm).
- Międzynarodowa Organizacja Normalizacyjna (ISO) definiuje standardowe warunki metryczne na 288,15 K (15,00 °C; 59,00 °F) i 101,325 kPa[4].
- Również należy zwrócić uwagę na fakt, że większość urządzeń (takich jak np. przepływomierze) oraz tablic zakłada również temperaturę 298,15 K (25 °C).

W termodynamice i chemii fizycznej w warunkach standardowych wyznacza się tzw. standardowe wartości różnych funkcji stanu rozmaitych procesów fizycznych i chemicznych.
Ponieważ nie można wyznaczyć bezwzględnej wartości molowej energii wewnętrznej pierwiastków i związków chemicznych, a także np. bezwzględnej wartości molowej entalpii reakcji chemicznych, przyjmuje się umownie, że tzw. standardowa entalpia, energia wewnętrzna i inne wartości podstawowych funkcji stanu wszystkich substancji prostych (czystych pierwiastków) wynoszą 0. Wartości wszystkich standardowych entalpii, energii wewnętrznych i innych funkcji stanu substancji złożonych oraz reakcji chemicznych i rozmaitych procesów fizycznych oblicza się, przyjmując to założenie.
Wartości standardowych funkcji stanu odnosi się zazwyczaj do temperatury 298,15 K (25 °C) i oznacza symbolem ΔXo298 (często upraszczanym do ΔXo ), gdzie X to symbol danej funkcji stanu, np. ΔHo298 (entalpia) albo ΔUo298 (energia wewnętrzna).